# Salim Benghalem
Salim Benghalem, dit Abou Mohamed al-Faransi, puis Mohamed Ali, est un djihadiste français, né le 6 juillet 1980 à Bourg-la-Reine en France et mort en novembre 2017 à Boukamal en Syrie.
Il s'agit d'une « figure du djihadisme français », devenu « le responsable de l'accueil des Français et des francophones au sein de l'État islamique ».

## Biographie

### Jeunesse
Salim Benghalem naît à Bourg-la-Reine le 6 juillet 1980. Quatrième d'une famille de sept enfants, il grandit à Cachan dans le Val-de-Marne,. À dix-sept ans, il arrête ses études — une formation de vente en alternance — et enchaîne les petits boulots. Il tombe peu à peu vers le trafic de drogue et le vol.
Impliqué dans un règlement de comptes meurtrier en 2001 à Cachan, il fuit une année en Algérie, d'où sa famille est originaire, avant de revenir en France pour se constituer prisonnier auprès des autorités françaises en 2002. Il se retrouve en prison et en 2007, il est condamné à onze ans de réclusion criminelle après cinq ans de détention provisoire,,.

### Radicalisation en prison
Cet ancien délinquant de droit commun se radicalise pendant le temps qu'il passe en prison au centre pénitentiaire de Fresnes,. Il y rencontre en effet divers radicaux islamistes, dont Mohammed El Ayouni, un membre de la filière des Buttes-Chaumont. En prison il côtoie aussi Rachid Benomari, recruteur de djihadistes en Belgique et Saïd Arif, un ancien du Groupe islamique armé (GIA), figure du djihad mondial.
En liberté conditionnelle pour bonne conduite à partir de 2008, il s'installe à Malakoff dans les Hauts-de-Seine tout en devenant proche d'autres membres du groupe radical des Buttes-Chaumont comme Chérif et Saïd Kouachi (attentat contre Charlie Hebdo) et d'Amedy Coulibaly (prise d'otages du magasin Hyper Cacher de la porte de Vincennes),,,.
Dans une vidéo de propagande de l’État islamique diffusée le 12 février 2015 et tournée sous la contrainte par un otage britannique, le journaliste John Cantlie, Salim Benghalem se « réjouit » des attentats commis par les frères Kouachi et Coulibaly, et y salue également le terroriste Mohammed Merah, « qui a fait quelque chose d'extraordinaire ». Proche de Boubaker El Hakim, il est aussi un temps suspecté de préparer l'évasion de Smaïn Aït Ali Belkacem.

### Yémen et Syrie
À l'été 2011, il se rend au Yémen avec Chérif Kouachi. Il y reste un mois et est formé par Al-Qaïda dans la péninsule arabique (AQPA). Il est missionné par AQPA pour prendre part au futur attentat contre Charlie Hebdo, mais refuse la mission pour des raisons non expliquées,. Il se rend ensuite en Syrie en avril 2013 et rejoint l'État islamique en Irak et au Levant (EIIL). Il y joue un « rôle central dans l'acheminement de jihadistes depuis la France », et est suspecté d'avoir été, avec Mehdi Nemmouche (attentat du Musée juif de Belgique), un des geôliers à Alep de journalistes français libérés en avril 2014 après dix mois de captivité en Syrie,,, dont faisait partie Nicolas Hénin. En 2023, les policiers de la DGSI identifient Salim Benghalem, Mehdi Nemmouche et un autre djihadiste français, sur des images de vidéosurveillance enregistrées dans le sous-sol d'un hôpital d'Alep reconverti en centre de torture en 2013, récupérées par une ONG et remises à la justice française, qui montrent des actes de violences commises sur des détenus. Salim Benghalem est filmé en train d'escorter et de frapper des prisonniers.
Il est l'adjoint d'Abou Obeida al-Maghribi et assure la logistique dans la prison de l'EIIL à Alep. Il participe par exemple aux interrogatoires, aux exécutions et est membre de la police islamique. Il réalise également des appels à commettre des attentats. Il aurait participé en août 2013 à la prise de l’aéroport militaire de Menagh. En novembre de la même année, il est blessé à la jambe et entre dans la police islamique. Avec son épouse et ses enfants qui l'ont rejoint en octobre 2013, Salim Benghalem prend ses quartiers à Cheikh Najar, une zone industrielle toujours au nord d’Alep, mais son épouse décide de rentrer après quelques mois. En janvier 2014, les combattants de l'État islamique — dont Salim Benghalem — évacuent Alep après une offensive des rebelles. Benghalem rejoint alors la police islamique de la ville d'al-Bab. Selon la DGSI, il se révèle comme un « tortionnaire sadique ».
Son nom est cité dans les attentats de janvier 2015 en France comme probable commanditaire, sans qu'une preuve de culpabilité ne soit formellement trouvée, mis à part une vidéo où il se rejouit des résultats. Il est aussi cité par les enquêteurs du Terrorism Research and Analysis Consortium dans le cadre de l'organisation des attentats du 13 novembre 2015 en France.

### Mort
Visé par un mandat d'arrêt international et inscrit sur la liste noire des États-Unis pour son appartenance à l'EI, il est condamné pour activités terroristes par contumace à quinze ans de prison en janvier 2016 à Paris pour sa participation active au recrutement de terroristes. Il est mort après un bombardement aérien du régime syrien lors de la guerre civile syrienne en novembre 2017,,. Il avait échappé à un précédent bombardement des forces armées françaises en 2015. Il serait mort pendant la bataille de Boukamal.